# Pterinochilus murinus
Pterinochilus murinus, även kallad orange babianfågelspindel, är en spindelart som beskrevs av Pocock 1897. Pterinochilus murinus ingår i släktet Pterinochilus och familjen fågelspindlar. Inga underarter finns listade i Catalogue of Life.